# IHS Markit
IHS Markit Ltd  è un fornitore di informazioni globale con sede a Londra costituito nel 2016 con la fusione di IHS Inc. e Markit Ltd.

## Storia
Information Handling Services (IHS) "è stata fondata nel 1959 per fornire informazioni agli ingegneri aerospaziali attraverso database di microfilm". Successivamente è cresciuta fino a incorporare altre società nel settore dei servizi di informazione come Cambridge Energy Research Associates, Global Insight, Jane's Information Group, Carfax, Inc., Prime Publications Limited e John S. Herold, Inc. Nel 2008, IHS ha acquisito Fairplay , una società che assegna numeri di identificazione IMO a navi, società e proprietari registrati.
Nel 2016 IHS, con sede a Englewood, e Markit con sede a Londra si sono fuse. Information Handling Services (IHS)
Jerre Stead è stato amministratore delegato dal 2006 al 2013 e dal 2015 fino alla fusione con Markit.
Markit è stata fondata nel 2003 come Mark-it Partners, un fornitore di dati finanziari per i prezzi di credit default swap giornalieri. La società è cresciuta attraverso joint venture e acquisendo altre società, fondendosi con IHS nel 2016.